# Руј Рамос
Руј Рамос (јап. ラモス 瑠偉; 9. фебруар 1957) бивши је јапански фудбалер.

## Каријера
Током каријере је играо за Верди Кавасаки и Кјото Санга.

## Репрезентација
За репрезентацију Јапана дебитовао је 1990. године. За тај тим је одиграо 32 утакмице и постигао 1 гол.

## Статистика
| Јапан  | Јапан   | Јапан  |
| Година | Наступи | Голови |
| ------ | ------- | ------ |
| 1990.  | 3       | 0      |
| 1991.  | 2       | 0      |
| 1992.  | 10      | 0      |
| 1993.  | 14      | 1      |
| 1994.  | 0       | 0      |
| 1995.  | 3       | 0      |
| Укупно | 32      | 1      |